# Mastigona bosniensis
Mastigona bosniensis är en mångfotingart som först beskrevs av Karl Wilhelm Verhoeff 1897.  Mastigona bosniensis ingår i släktet Mastigona och familjen Mastigophorophyllidae. Inga underarter finns listade i Catalogue of Life.